# NGC 632
NGC 632 (również PGC 6007 lub UGC 1157) – galaktyka soczewkowata (S0), znajdująca się w gwiazdozbiorze Ryb. Odkrył ją John Herschel 24 września 1830 roku.
W galaktyce tej zaobserwowano do tej pory jedną supernową – SN 1998es.